# 賀茂川通学橋

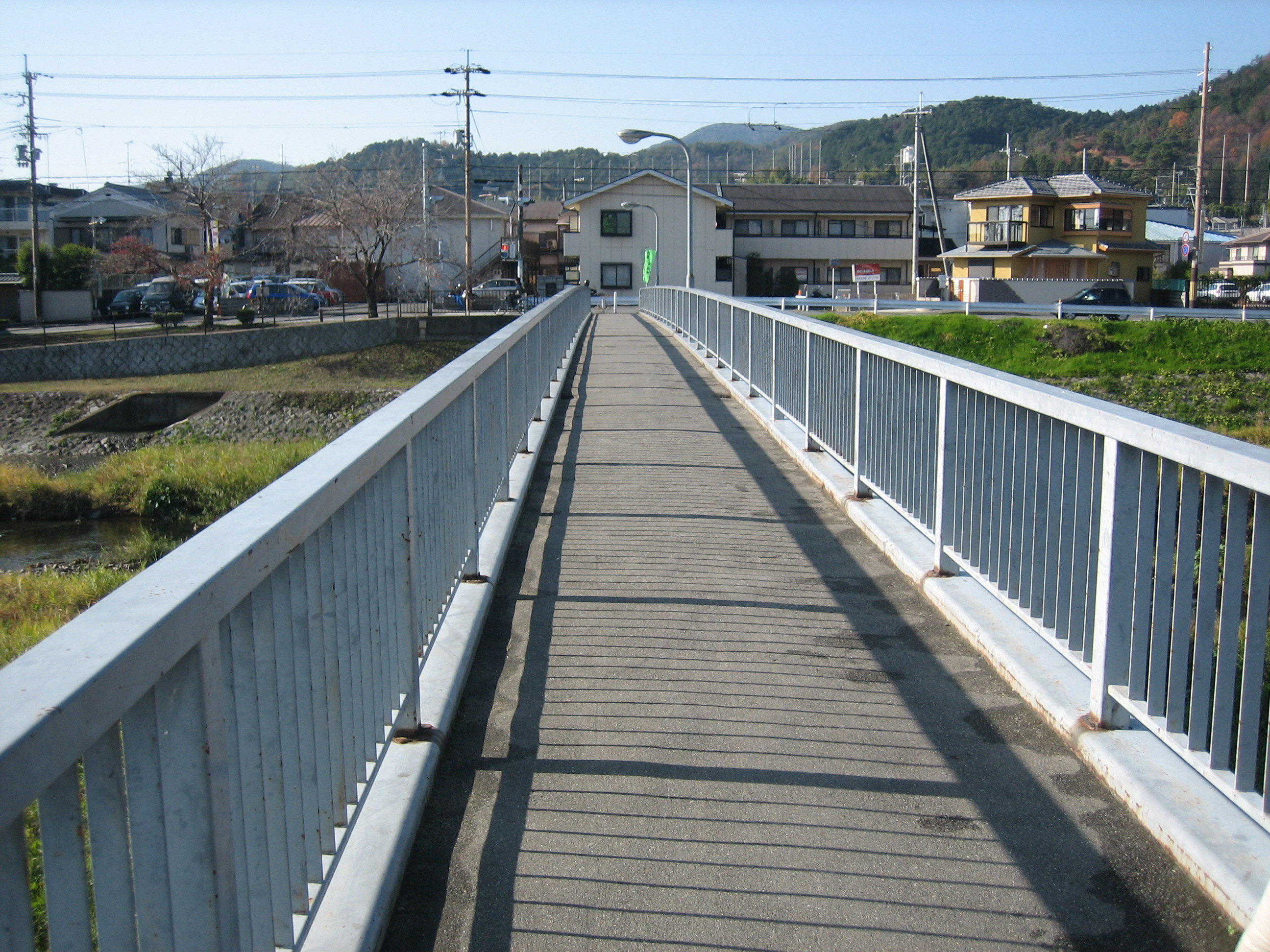
賀茂川通学橋、橋上

賀茂川通学橋（かもがわつうがくきょう）は、京都市北区の鴨川（賀茂川）に架かる歩行者専用の橋である。

## 概要
志久呂橋と西賀茂橋（船岡東通）の間に位置する。鴨川の、高野川との合流点より上流部分を、一般的に賀茂川と表記されることに加え、主に京都市立柊野小学校や京都市立西賀茂中学校への登下校通学橋として用いられることから名づけられた。
1980年に架設され、橋長は60m、有効幅員は2m。歩行者専用橋であり、通学目的の児童や生徒が主に利用することから、二輪車は押して通行することが求められる。
賀茂川通学橋より南側には、護岸の遊歩道が整備されている。そのため、この遊歩道を散歩やランニングをする人の多くが、この橋で南へ折り返している。

## 歴史
1980年、鴨川左岸に京都市立柊野小学校が開校することに伴い、右岸の西賀茂地区に住む児童が容易に登下校できるようにする目的で架設された。以前は、志久呂橋と御薗橋の間、1675mにわたって橋が架かっていなかった。

## 周辺施設
- エムケイ (タクシー会社)